# NGC 4630
NGC 4630 is een onregelmatig sterrenstelsel in het sterrenbeeld Maagd. Het hemelobject werd op 2 februari 1786 ontdekt door de Duits-Britse astronoom William Herschel.

## Synoniemen
- UGC 7871
- IRAS 12399+0414
- MCG 1-32-136
- ZWG 43.1
- ZWG 42.208
- VCC 1923
- PGC 42688